# Épidermolyse toxinique staphylococcique du nouveau-né

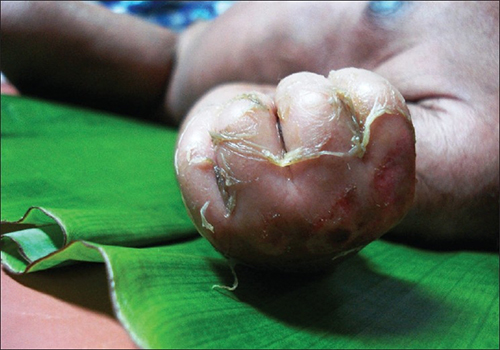

L'Épidermolyse toxinique staphylococcique du nouveau-né est une dermatose bulleuse causée par l'exfoliatine A, une toxine produite par le staphylocoque doré. Le staphylocoque doré est également responsable de l'impétigo chez les enfants.
L'exfoliatine A provoque un décollement bulleux très étendu par clivage spécifique de la desmogléine de type 1, sur une peau rouge (érythémateuse). Elle ne doit pas être confondue avec l'épidermolyse bulleuse d'origine génétique, donc héréditaire.
L'étendue des lésions est due à la diffusion de la toxine à l'ensemble de la peau, en raison d'un faible espace de diffusion et d'une fonction rénale immature chez le nouveau-né qui ne permet pas son élimination correcte.
Le traitement fait appel aux antibiotiques efficaces contre le staphylocoque. L'évolution de ce genre d'infection est généralement favorable.